# Canzoni per te - Dedicato a Sergio Endrigo
Canzoni per te - Dedicato a Sergio Endrigo è un disco in omaggio a Sergio Endrigo, registrato dal vivo presso il Teatro Ariston a Sanremo, nel 2001, in occasione della 26ª Rassegna della Canzone d'Autore, salvo "La casa", "Mille lire" e "Odlazac", registrati rispettivamente nel 1983, 1981 e 1982, nella medesima circostanza.

## Tracce
Lato A
1. Bolle di sapone -  Sergio Endrigo, Vinicio Capossela
2. Vecchia balera(in medley)  -  Sergio Endrigo, Roberto Vecchioni
3. I tuoi vent'anni(in medley)  -  Sergio Endrigo, Roberto Vecchioni
4. Via Broletto 34(in medley)  -  Sergio Endrigo, Bruno Lauzi
5. Io che amo solo te - Sergio Endrigo, Enzo Jannacci
6. La rosa bianca - Sergio Endrigo e José Martí , Bruno Lauzi
7. La guerra -  Sergio Endrigo, Acquaragia Drom
8. Mani bucate - Sergio Endrigo, Marisa Sannia
9. Dimmi la verità - Sergio Endrigo, Luis Eduardo Aute e Joan Isaac
10. Teresa - Sergio Endrigo, Gino Paoli
11. Adesso sì - Sergio Endrigo, Cristiano De André
12. La tua assenza - Sergio Endrigo, La Crus
13. Canzone per te - Sergio Bardotti, Sergio Endrigo, Tosca
14. Lontano dagli occhi - Sergio Bardotti, Sergio Endrigo, Gino Paoli
15. La casa -Sergio Endrigo, Sergio Bardotti
16. L'arca di Noè - Sergio Endrigo, Sergio Cammariere
17. L'Orlando - Luis Bacalov, Sergio Bardotti, Sergio Endrigo, Il Parto delle Nuvole Pesanti
18. La prima nuova compagnia - Luis Bacalov, Sergio Endrigo, Gino Paoli
19. Madame Guitar -  Sergio Endrigo, Roberto Vecchioni
20. Mille lire -  Sergio Endrigo, Sergio Endrigo
21. Donna Pubblicità -  Rocco De Rosa, Sergio Endrigo, Plumrose , Chiaroscuro
22. Odzalac - Arsen Dedić, Sergio Endrigo, Arsen Dedić, Ujević
23. Fare festa -  Sergio Endrigo, Sergio Endrigo